# Manolo Jiménez Abalo
Manuel Enrique Jiménez Abalo (Villagarcía de Arosa, Pontevedra, España, 27 de octubre de 1956), conocido como Jiménez, es un exfutbolista español que jugaba como defensa. Militó durante doce temporadas en el Real Sporting de Gijón, en las que llegó a disputar 420 partidos en Primera División, siendo el segundo jugador de la historia del conjunto gijonés con más partidos jugados en la élite. Formó parte de la selección española que compitió en la Copa Mundial de Fútbol de 1982.

## Trayectoria
Jiménez nació en la ría de Arosa, en Galicia y fue allí dónde se inició como futbolista, en el Arosa Sociedad Cultural hasta que en 1977 cuando aún contaba con 20 años llamó la atención a los ojeadores del Real Sporting de Gijón que lo incorporaron para su equipo filial, entonces denominado Club Deportivo Gijón. Debutó con el primer equipo asturiano en la temporada siguiente, siendo uno de los centrales titulares indiscutibles durante doce temporadas en las que defendió la camiseta sportinguista en 420 partidos de liga, lo que le convierte en el segundo jugador en número de encuentros con el club, tan sólo tras Joaquín Alonso.
En 1991 la directiva del Sporting decidió no renovar el contrato del futbolista en una decisión que fue muy polémica entre los aficionados, pues era uno de los máximos exponentes del club, Jiménez fichó entonces por el Real Burgos C. F., donde estuvo una temporada en la que fue elegido mejor jugador del equipo. El equipo castellano le ofreció la renovación, no obstante Jiménez decidió no aceptarla, y volvió entonces a Gijón, ciudad en la que vive y donde forma parte de la asociación de veteranos del Sporting de Gijón.

## Selección nacional
Fue internacional con España en un partido contra Polonia disputado el 18 de noviembre de 1981.

## Clubes
| Club                   | País   | Año       |
| ---------------------- | ------ | --------- |
| Arosa S. C.            | España | 1976-1977 |
| C. D. Gijón            | España | 1977-1979 |
| Real Sporting de Gijón | España | 1979-1991 |
| Real Burgos C. F.      | España | 1991-1992 |